# Élections européennes de 2014 en Tchéquie
Les élections européennes de 2014 ont eu lieu entre le 22 et le 25 mai selon les pays, et les 24 et 25 mai 2014 en Tchéquie. Ces élections étaient les premières depuis l'entrée en vigueur du traité de Lisbonne qui a renforcé les pouvoirs du Parlement européen et modifié la répartition des sièges entre les différents États-membres. Ainsi, les Tchèques n'ont pas élus 22 députés européens comme en 2009, mais seulement 21.

## Contexte
Depuis les dernières élections, le paysage politique tchèque a connu plusieurs changements d'importance, et cela notamment lors des élections législatives de 2013.
- Le Parti démocratique civique (ODS), premier parti en nombre de voix en 2009, a connu une énorme reculade, récoltant moins de 8 % des voix et finissant cinquième.
- Le parti TOP 09, fondé en 2009 par d'anciens dirigeants de l'Union chrétienne démocrate - Parti populaire tchécoslovaque (KDU-ČSL), qui jugeaient ce dernier trop à gauche. Quatre ans après sa création, TOP 09 a réussi à s'imposer comme le principal parti de la droite conservatrice en rassemblant davantage de suffrages que l'ODS.
- ANO 2011 a été fondé en 2011, et s'est imposé dès 2013 comme le second parti de la scène politique tchèque, talonnant de près le Parti social-démocrate, arrivé quant à lui premier du scrutin. Les deux partis se sont ensuite entendu pour former, aux côtés également du KDU-ČSL, le nouveau gouvernement tchèque.
- Aube de la démocratie directe a été fondé en 2013, réunissant des élus en provenance de tous les partis de la droite et du centre. Lors des législatives, le parti s'est placé en sixième position, obtenant seulement un point de moins que l'ODS.

## Mode de scrutin
Les eurodéputés tchèques sont élus au scrutin proportionnel de liste dans une circonscription unique à l'échelle du pays. Les sièges sont répartis entre les listes dépassant le seuil de 5 % des suffrages exprimés selon la méthode d'Hondt. Enfin, pour percevoir une aide financière, les partis doivent obtenir au moins 1 % des voix.

## Campagne

### Partis et candidats
Les partis politiques tchèques doivent faire enregistrer leurs listes pour ces élections auprès du ministère de l'Intérieur, avant le 5 avril 2014.
| Parti(s) | Parti(s)                                                                            | Abréviation      | Tête de liste      | Parti européen |
| -------- | ----------------------------------------------------------------------------------- | ---------------- | ------------------ | -------------- |
|          | Parti social-démocrate tchèque                                                      | ČSSD             | Jan Keller         | PSE            |
|          | ANO 2011                                                                            | ANO              | Pavel Telička      | ALDE           |
|          | Parti communiste de Bohême et Moravie                                               | KSČM             | Kateřina Konečná   | PGE            |
|          | TOP 09 + Maires et Indépendants                                                     | TOP 09 + STAN    | Jiří Pospíšil      | PPE            |
|          | Parti démocratique civique                                                          | ODS              | Jan Zahradil       | ACRE           |
|          | Aube de la démocratie directe                                                       | Úsvit            | Klara Samkova      |                |
|          | Union chrétienne démocrate - Parti populaire tchécoslovaque                         | KDU-ČSL          | Pavel Svoboda      | PPE            |
|          | Nationaux socialistes - Gauche du XXIe siècle                                       | LEV 21           | Jiří Paroubek      |                |
|          | Affaires publiques                                                                  | VV               | Radek John         |                |
|          | Parti vert                                                                          | SZ               | Ondřej Liška       | PVE            |
|          | Parti pirate tchèque                                                                | Piráti           | Ivan Bartoš        | PPUE           |
|          | Parti des citoyens libres                                                           | Svobodní         | Petr Mach          |                |
|          | Parti des travailleurs de la justice sociale + Parti pour l'Europe                  | DSSS + SPE       | Tomáš Vandas       |                |
|          | Parti du bon sens - Vous ne voulez pas de l'EURO - Pour une Europe des États libres | Rozumní          | Petr Hannig        |                |
|          | Couronne de Bohème                                                                  | KČ               | Václav Srb         |                |
|          | Citoyens actifs indépendants                                                        | ANEO             | Václav Prokůpek    |                |
|          | Votez pour le bloc de droite                                                        | Volte Pravý Blok | Petr Cibulka       |                |
|          | Parti démocratique rom                                                              | RDS              | Rastislav Lučanský |                |
|          | Les citoyens de 2011                                                                | OBČANÉ 2011      | Petra Benešová     |                |
|          | Club des engagés non-encartés                                                       | KAN              | Radka Poláková     |                |
|          | AntiBursík - Stop à l'écoterrorisme                                                 | ABS              | Ivo Kasal          |                |
|          | Souveraineté tchèque                                                                | ČS               | Jana Volfová       |                |
|          | Parti national social tchèque                                                       | CNCS             | Michal Klusáček    |                |
|          | Parti tchèque des Régions                                                           | ČSR              | Tereza Diepoldová  |                |
|          | Européens                                                                           | evropani         | Petr Jantač        |                |
|          | Le mouvement en faveur des pompiers volontaires et autres bénévoles                 | HNPD             | Jan Szotkowski     |                |
|          | Mouvement des défavorisés                                                           | HSS              | Ludvík Zifčák      |                |
|          | Parti communiste tchécoslovaque                                                     | KSČ              | Miroslav Hejna     |                |
|          | Parti libéral écologique                                                            | LES              | Milena Vicenová    |                |
|          | Les Moraves                                                                         | Moravané         | Ondřej Hýsek       | ALE            |
|          | NE Bruxelles - Démocratie nationale                                                 | ND               | Adam B. Bartoš     |                |
|          | Parti civique conservateur                                                          | O.K. strana      | Pavel Černý        |                |
|          | République                                                                          | Republika        | Otto Chaloupka     |                |
|          | Parti républicain de Bohême, Moravie et Silésie                                     | RSČMS            | Roman Sláma        |                |
|          | Union des indépendants + Démocrates européens                                       | SNK + ED         | Daniel Kroupa      | PPE            |
|          | Parti travailliste + Citoyens mécontents                                            | SP + NO!         | Radoslav Štědroň   |                |
|          | Parti de l'égalité des chances                                                      | SRP              | Štefan Tišer       |                |
|          | Vision 2014                                                                         | VIZE             | Kristina Soukupová | ALDE           |

### Sondages
| Institut | Date             | ČSSD   | ANO 2011 | KSČM   | TOP 09 | ODS   | Úsvit | KDU-ČSL | LEV 21 | VV    | SZ    | Piráti | Autres |
| -------- | ---------------- | ------ | -------- | ------ | ------ | ----- | ----- | ------- | ------ | ----- | ----- | ------ | ------ |
| CVVM     | 07-14.04.2014    | 23,0 % | 28,0 %   | 10,0 % | 11,0 % | 8,0 % | 2,0 % | 9,0 %   |        |       | 5,0 % |        | 4,0 %  |
| Sanep    | 08-13.04.2014    | 20,1 % | 23,2 %   | 14,5 % | 8,2 %  | 5,4 % | 3,2 % | 5,2 %   | 4,0 %  | 2,8 % | 2,9 % | 3,2 %  | 7,3 %  |
| CVVM     | 03-10.03.2014    | 28,9 % | 20,5 %   | 13,3 % | 9,0 %  | 7,3 % | 5,0 % | 6,4 %   | -      | -     | 2,6 % | -      | 15,0 % |
| Sanep    | 24-31.03.2014    | 18,9 % | 20,6 %   | 15,9 % | 8,4 %  | 6,0 % | 3,3 % | 5,7 %   | 5,0 %  | 3,1 % | 4,0 % | 3,5 %  | 5,6 %  |
| Sanep    | 23.02–02.03.2014 | 19,3 % | 21,8 %   | 16,4 % | 9,1 %  | 6,4 % | 3,1 % | 6,2 %   | 4,7 %  | 3,4 % | 2,9 % | 2,7 %  | 4,0 %  |

## Résultats

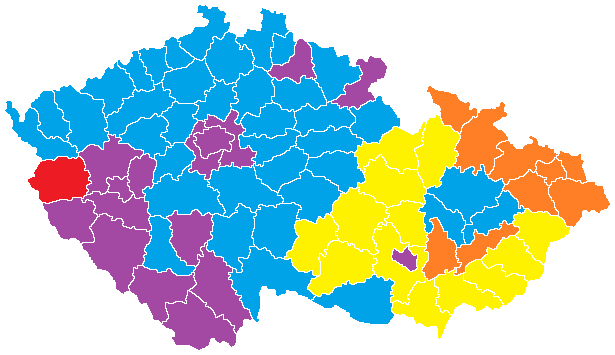
Parti arrivé en tête par district électoral. Bleu clair : ANO 2011, violet : TOP 09, jaune : KDU-CSL, orange : sociaux-démocrates, rouge : communistes.

| ← Élections au Parlement européen de 2014 |                                                             |           |        |         |        |        |              |
| Parti politique ou coalition              | Parti politique ou coalition                                | Voix      | Voix   | Voix    | Sièges | Sièges | Groupe au PE |
| Parti politique ou coalition              | Parti politique ou coalition                                | #         | %      | +/-     | #      | +/-    | Groupe au PE |
|                                           | ANO 2011                                                    | 244 501   | 16,13  | N/A     | 4      | N/A    | ADLE         |
|                                           | TOP 09                                                      | 241 747   | 15,95  | N/A     | 4      | N/A    | PPE          |
|                                           | Parti social-démocrate tchèque                              | 214 800   | 14,17  | - 8,21  | 4      | - 3    | S&D          |
|                                           | Parti communiste de Bohême et Moravie                       | 166 478   | 10,98  | - 3,20  | 3      | - 1    | GUE/NGL      |
|                                           | Union chrétienne démocrate - Parti populaire tchécoslovaque | 150 792   | 9,95   | + 2,31  | 3      | + 1    | PPE          |
|                                           | Parti démocratique civique                                  | 116 398   | 7,67   | - 23,78 | 2      | - 7    | CRE          |
|                                           | Parti des citoyens libres                                   | 79 540    | 5,24   | + 3,98  | 1      | + 1    | ELDD         |
|                                           | Parti pirate tchèque                                        | 72 514    | 4,78   | N/A     | 0      | N/A    |              |
|                                           | Parti vert                                                  | 57 240    | 3,77   | + 1,71  | 0      | =      |              |
|                                           | Aube de la démocratie directe                               | 47 306    | 3,12   | N/A     | 0      | N/A    |              |
|                                           | Autres                                                      | 124 386   | 8,21   |         |        |        |              |
|                                           |                                                             |           |        |         |        |        |              |
| Inscrits                                  | Inscrits                                                    | 8 395 132 | 100,00 |         |        |        |              |
| Votants                                   | Votants                                                     | 1 527 367 | 18,20  |         |        |        |              |
| Exprimés                                  | Exprimés                                                    | 1 515 492 | 99,22  |         |        |        |              |